# It’s That Girl
It’s That Girl – promocyjna kompilacja teledysków amerykańskiej piosenkarki Madonny. Wydana została przez WEA Records UK w 1987 roku w celu promowania trasy koncertowej Who’s That Girl World Tour. Kompilacja była dostępna tylko na terenie Wielkiej Brytanii.

## Formaty
Został wydany na VHS i kasetach magnetofonowych. Oba wydania przedstawiały zdjęcie z sesji do remix-albumu You Can Dance na białym tle. Z tyłu, w trackliście widnieje to samo zdjęcie, tylko w negatywie.

## Lista utworów
Zawiera 14 teledysków:
- „Holiday” (występ z „Top of the Pops”)
- „Lucky Star”
- „Like a Virgin (singel)”
- „Material Girl”
- „Into The Groove”
- „Angel”
- „Dress You Up”
- „Borderline”
- „Live To Tell”
- „Papa Don’t Preach”
- „True Blue”
- „Open Your Heart”
- „La Isla Bonita”
- „Who’s That Girl”